# Horacio Elizondo
Horacio Elizondo (Quilmes, 1963. november 4. –) argentin nemzetközi labdarúgó-játékvezető.

## Pályafutása

### Nemzeti játékvezetés
A húszas éveinek elején egy amatőr kézilabda mérkőzés vezetésére kérték fel. Úgy gondolta, hogy a labdarúgó játékvezetői tevékenység végzése eredményes lehet számára. Ennek hatására végezte el a játékvezető tanfolyamot, 1992-ben lett hazája legfelső szintű labdarúgó-bajnokságának játékvezetője. Az aktív nemzeti játékvezetéstől 2006-ban vonult vissza.

### Nemzetközi játékvezetés
Az Argentin labdarúgó-szövetség Játékvezető Bizottsága (JB) terjesztette fel nemzetközi játékvezetőnek, a Nemzetközi Labdarúgó-szövetség (FIFA) 1994-től tartotta nyilván bírói keretében. Több nemzetek közötti válogatott és klubmérkőzést vezetett, vagy működő társának 4. bíróként segített. FIFA JB besorolás szerint első kategóriás bíró. Az aktív nemzetközi játékvezetéstől 2006-ban búcsúzott.

#### Labdarúgó-világbajnokság

##### U17-es labdarúgó-világbajnokság
Egyiptom az 1997-es U17-es labdarúgó-világbajnokságot, Peru a 2005-ös U17-es labdarúgó-világbajnokságot rendezte, ahol a FIFA JB bíróként alkalmazta.

###### 1997-es U17-es labdarúgó-világbajnokság
| Időpont             | Helyszín                  | Mérkőzés típusa              | Mérkőzés           | Eredmény | Nézők száma |
| ------------------- | ------------------------- | ---------------------------- | ------------------ | -------- | ----------- |
| 1997. szeptember 4. | Nemzetközi Stadion, Kairó | csoportmérkőzés (A. csoport) | Egyiptom–Thaiföld  | 3 : 2    | 70 000      |
| 1997. szeptember 8. | Városi Stadion, Ismaília  | csoportmérkőzés (B. csoport) | Mali–Spanyolország | 0 : 1    | 6 000       |

###### 2005-ös U17-es labdarúgó-világbajnokság
| Időpont              | Helyszín                   | Mérkőzés típusa              | Mérkőzés                   | Eredmény | Nézők száma |
| -------------------- | -------------------------- | ---------------------------- | -------------------------- | -------- | ----------- |
| 2005. szeptember 19. | Nemzeti Stadion, Lima      | csoportmérkőzés (B. csoport) | Mexikó–Ausztrália          | 3 : 0    | 6 000       |
| 2005. szeptember 26. | Mansiche Stadion, Trujillo | egyik negyeddöntő            | Egyesült Államok–Hollandia | 0 : 2    | 9 000       |

---

##### U20-as labdarúgó-világbajnokság
Az Egyesült Arab Emírségek a 2003-as ifjúsági labdarúgó-világbajnokságot, Hollandia  a 2005-ös ifjúsági labdarúgó-világbajnokságot rendezte, ahol a FIFA JB hivatalnokként foglalkoztatta.

###### 2003-as U20-as labdarúgó-világbajnokság
| Időpont            | Helyszín                             | Mérkőzés típusa              | Mérkőzés                          | Eredmény | Nézők száma |
| ------------------ | ------------------------------------ | ---------------------------- | --------------------------------- | -------- | ----------- |
| 2003. november 27. | Zayed City Sports Stadion, Abu-Dzabi | csoportmérkőzés (A. csoport) | Egyesült Arab Emírségek–Szlovákia | 1 : 4    | 46 000      |
| 2003. december 4.  | Al-Rashid Stadion, Dubaj             | csoportmérkőzés (C. csoport) | Kanada–Csehország                 | 1 : 0    | 4 000       |
| 2003. december 8.  | Al-Nahyan Stadium, Abu-Dzabi         | egyik nyolcaddöntő           | Japán–Dél-Korea                   | 2 : 1    | 5 500       |
| 2003. december 12. | Al-Rashid Stadium, Dubaj             | egyik negyeddöntő            | Kolumbia–Egyesült Arab Emírségek  | 1 : 0    | 13 000      |

###### 2005-ös U20-as labdarúgó-világbajnokság
| Időpont          | Helyszín                           | Mérkőzés típusa              | Mérkőzés           | Eredmény | Nézők száma |
| ---------------- | ---------------------------------- | ---------------------------- | ------------------ | -------- | ----------- |
| 2005. június 15. | Willem II Stadion, Tilburg         | csoportmérkőzés (E. csoport) | Olaszország–Szíria | 1 : 2    | 2 500       |
| 2005. június 21. | Willem II Stadion, Tilburg         | egyik nyolcaddöntő           | Kína–Németország   | 2 : 3    | 9 000       |
| 2005. június 24. | Parkstad Limburg Stadion, Kerkrade | egyik negyeddöntő            | Nigéria–Hollandia  | 1 : 1    | 19 500      |

---
A világbajnoki döntőhöz vezető úton Franciaországba a XVI., az 1998-as labdarúgó-világbajnokságra, Dél-Koreába és Japánba a XVII., a 2002-es labdarúgó-világbajnokságra valamint Németországba a XVIII., a 2006-os labdarúgó-világbajnokságra a FIFA JB bíróként alkalmazta. Nemzetközi foglalkoztatására jellemző, hogy CONMEBOL, AFC, CONCACAF és az UEFA zónában is vezetett mérkőzéseket. A tizennyolcadik világbajnokság döntőjét 3. Dél-Amerikaiként, első argentinként vezethette. Világbajnokságokon vezetett mérkőzéseinek száma: 5.
A 2. bíró, aki egy világbajnokságon 5 mérkőzés vezetésére kapott küldést, az első Benito Archundia (2006), a 3. Ravshan Irmatov (2010).

##### 1998-as labdarúgó-világbajnokság

###### Selejtező mérkőzés
| Időpont           | Helyszín                 | Mérkőzés típusa                          | Mérkőzés         | Eredmény | Nézők száma |
| ----------------- | ------------------------ | ---------------------------------------- | ---------------- | -------- | ----------- |
| 1967. október 28. | Atahualpa Stadion, Quito | CONMEBOL előselejtező (5. forduló)       | Ecuador–Kolumbia | 0 : 1    | 45 000      |
| 1997. november 7. | Központi Stadion, Doha   | AFC előselejtező A. csoport (2. forduló) | Katar–Irán       | 2 : 0    |             |

##### 2002-es labdarúgó-világbajnokság

###### Selejtező mérkőzés
| Időpont             | Helyszín                                             | Mérkőzés típusa                       | Mérkőzés               | Eredmény | Nézők száma |
| ------------------- | ---------------------------------------------------- | ------------------------------------- | ---------------------- | -------- | ----------- |
| 2000. február 29.   | Nemzeti Stadion, Lima                                | előselejtező (1. forduló)             | Peru–Paraguay          | 2 : 0    | 45 042      |
| 2000. október 7.    | El Campín Stadion, Bogotá                            | előselejtező (9. forduló)             | Kolumbia–Paraguay      | 0 : 2    | 42 330      |
| 2000. november 15.  | Hernando Siles Stadion, La Paz                       | előselejtező (10. forduló)            | Bolívia–Uruguay        | 0 : 0    | 29 112      |
| 2001. április 24.   | Nemzeti Stadion, Santiago                            | előselejtező (12. forduló)            | Chile–Uruguay          | 0 : 1    | 45 676      |
| 2001. október 7.    | Couto Pereira Stadion, Curitiba                      | előselejtező (16. forduló)            | Brazília–Chile         | 2 : 0    | 52 000      |
| 2001. november 8.   | Polideportivo de Pueblo Nuevo Stadion, San Cristóbal | előselejtező (17. forduló)            | Venezuela–Paraguay     | 3 : 1    | 22 500      |
| 2001. június 20.    | San Pedro Sula Stadion, Honduras                     | CONCACAF előselejtező (döntő csoport) | Honduras–Mexikó        | 3 : 1    | 50 000      |
| 2001. szeptember 1. | Mestalla Stadion, Valencia                           | UEFA előselejtező (7. csoport)        | Spanyolország–Ausztria | 4 : 0    | 31 661      |

##### 2006-os labdarúgó-világbajnokság
A nyitó – közte csoportmérkőzéseket – és a zárómérkőzést is ő koordinálta. Hasonló feladatot 1950-ben George Reader végezhetett. Ez volt az első világtorna ahol a FIFA JB végre eleget tett a maga által előírt követelménynek, azaz egy FIFA játékvezetőnek az állandó asszisztensei adtak segítséget a mérkőzés vezetésnél. Segítői Darío García és Rodolfo Otero partjelzők lehettek. A döntőben, az Olaszország–Franciaország  összecsapáson Zinédine Zidane a kiállítás sorsára jutott, mert a 110. percben mellkason fejelte Marco Materazzit. Elizondo (a bíró) nem látta az esetet, a partjelzők sem, csak a tartalék játékvezető, aki tájékoztatta a mérkőzésvezetőt. A szervező bizottságának elnöke, Lennart Johansson (az UEFA elnöke), dicsérte a játékvezető tevékenységét, miközben azt mondta, hogy láttam a mérkőzés játékvezetőjét, de működés közben nem vettük észre őt, ami nagyon jó dolog.[forrás?]

###### Selejtező mérkőzés
| Időpont             | Helyszín                                 | Mérkőzés típusa            | Mérkőzés            | Eredmény | Nézők száma |
| ------------------- | ---------------------------------------- | -------------------------- | ------------------- | -------- | ----------- |
| 2003. szeptember 7. | Metropolitano Stadion, Barranquilla      | előselejtező (1. forduló)  | Kolumbia–Brazília   | 1 : 2    | 55 000      |
| 2003. november 19.  | Pinheirão Stadion, Curitiba              | előselejtező (4. forduló)  | Brazília–Uruguay    | 3 : 3    | 28 000      |
| 2004. június 6.     | Nemzeti Stadion, Santiago                | előselejtező (7. forduló)  | Chile – Brazília    | 1 : 1    | 62 503      |
| 2004. október 9.    | Metropolitano Stadion, Barranquilla      | előselejtező (9. forduló)  | Kolumbia – Paraguay | 1 : 1    | 25 000      |
| 2005. március 30.   | Defensores del Chaco Stadion, Asunción   | előselejtező (13. forduló) | Paraguay – Chile    | 2 : 1    | 10 000      |
| 2005. szeptember 4. | Centenario Stadion, Montevideo           | előselejtező (16. forduló) | Uruguay–Kolumbia    | 3 : 2    | 60 000      |
| 2005. október 8.    | José Pachencho Romero Stadion, Maracaibo | előselejtező (17. forduló) | Venezuela–Paraguay  | 0 : 1    | 13 272      |
| 2005. október 12.   | Nemzeti Stadion, Santiago                | előselejtező (18. forduló) | Chile–Ecuador       | 0 : 0    | 49 530      |

###### Világbajnoki mérkőzés
| Időpont          | Helyszín                          | Mérkőzés típusa              | Mérkőzés                  | Eredmény | Nézők száma |
| ---------------- | --------------------------------- | ---------------------------- | ------------------------- | -------- | ----------- |
| 2006. június 9.  | Allianz Stadion, München          | csoportmérkőzés (A. csoport) | Németország–Costa Rica    | 4 : 2    | 64 950      |
| 2006. június 17. | RheinEnergie Stadion, Köln        | csoportmérkőzés (E. csoport) | Ghána–Csehország          | 2 : 0    | 45 000      |
| 2006. június 23. | Niedersachsen Stadion, Hannover   | csoportmérkőzés (G. csoport) | Svájc–Dél-Korea           | 2 : 0    | 43 000      |
| 2006. július 1.  | AufSchalke Stadion, Gelsenkirchen | egyik negyeddöntő            | Portugália–Anglia         | 0 : 0    | 52 000      |
| 2006. július 9.  | Olimpiai Stadion, Berlin          | döntő                        | Olaszország–Franciaország | 1 : 1    | 69 000      |

#### Copa América
Az 1997-es Copa América a 38. kiírás házigazdája Bolívia, az 1999-es Copa América a 39. kiírás házigazdája Paraguay volt, ahol CONMEBOL JB hivatalnokként foglalkoztatta.

##### 1997-es Copa América
| Időpont          | Helyszín                                        | Mérkőzés típusa              | Mérkőzés         | Eredmény | Nézők száma |
| ---------------- | ----------------------------------------------- | ---------------------------- | ---------------- | -------- | ----------- |
| 1997. június 13. | Ramón Aguilera Stadion, Santa Cruz de la Sierra | csoportmérkőzés (C. csoport) | Mexikó–Kolumbia  | 2 : 1    | 25 000      |
| 1997. június 21. | Hernando Siles Stadion, La Paz                  | egyik negyeddöntő            | Bolívia–Kolumbia | 2 : 1    | 30 000      |

##### 1999-es Copa América
| Időpont          | Helyszín                                        | Mérkőzés típusa              | Mérkőzés       | Eredmény |
| ---------------- | ----------------------------------------------- | ---------------------------- | -------------- | -------- |
| 1999. június 30. | Antonio Oddone Sarubbi Stadion, Ciudad del Este | csoportmérkőzés (B. csoport) | Mexikó–Chile   | 1 : 0    |
| 1999. július 6.  | Antonio Oddone Sarubbi Stadion, Ciudad del Este | csoportmérkőzés (B. csoport) | Brazília–Chile | 1 : 0    |
| 1999. július 17. | Defensores del Chaco Stadion, Asunción          | bronzmérkőzés                | Chile–Mexikó   | 1 : 2    |

#### Olimpiai játékok
Görögország rendezte a XXVIII., a 2004. évi nyári olimpiai játékokat, ahol a FIFA JB bírói szolgálattal bízta meg.

##### 2004. évi nyári olimpiai játékok
| Időpont             | Helyszín                         | Mérkőzés típusa              | Mérkőzés          | Eredmény | Nézők száma |
| ------------------- | -------------------------------- | ---------------------------- | ----------------- | -------- | ----------- |
| 2004. augusztus 12. | Panthessaliko Stadion, Vólosz    | csoportmérkőzés (B. csoport) | Ghána–Olaszország | 2 : 2    | 7 012       |
| 2004. augusztus 18. | Pampeloponnisiako Stadion, Pátra | csoportmérkőzés (D. csoport) | Marokkó–Irak      | 2 : 1    | 4 019       |

#### Nemzetközi kupamérkőzések
Vezetett Kupa-döntők száma: 3.

##### Copa Libertadores
| Időpont             | Helyszín                                              | Mérkőzés típusa        | Mérkőzés                          | Eredmény |
| ------------------- | ----------------------------------------------------- | ---------------------- | --------------------------------- | -------- |
| 2002. július 24.    | Defensores del Chaco Stadion, Asunción                | első döntő mérkőzés    | Olimpia Asunción–São Caetano      | 0 : 1    |
| 2005. július 14.    | Cícero Pompeu de Toledo (Morumbi) Stadion, São Paulo  | döntő második mérkőzés | São Paulo FC–Athletico Paranaense | 4 : 0    |
| 2006. augusztus 16. | José Pinheiro Borba (Beira-Rio) Stadion, Porto Alegre | döntő második mérkőzés | Internacional–São Paulo FC        | 2 : 2    |

##### FIFA-klubvilágbajnokság
Brazíliag rendezte az első, a 2000-es FIFA-klubvilágbajnokságot, ahol a FIFA JB bíróként vette igénybe szolgálatát.

###### 2000-es FIFA-klubvilágbajnokság
| Időpont          | Helyszín                         | Mérkőzés típusa              | Mérkőzés                                  | Eredmény | Nézők száma |
| ---------------- | -------------------------------- | ---------------------------- | ----------------------------------------- | -------- | ----------- |
| 2000. január 6.  | Maracanã Stadion, Rio de Janeiro | csoportmérkőzés (B. csoport) | Manchester United FC–Necaxa (mexikói)     | 1 : 1    | 50 000      |
| 2000. január 10. | Morumbi Stadion, São Paulo       | csoportmérkőzés (A. csoport) | Real Madrid CF–Raja Casablanca (marokkói) | 3 : 2    | 18 000      |

## Sikerei, díjai
- Az IFFHS szerint a világ egyik legjobb játékvezetője, 2001-ben ötödik, 2005-ben tizenhatodik, 2006-ban a világ legjobb játékvezetője címet kapta.
- A World Soccer egy angol nyelvű labdarúgó magazin, melynek kiadója az IPC Media. A nemzetközi labdarúgás eseményeinek bemutatására szakosodott. 1982-ben a World Soccer létrehozta az Év játékosa, az Év edzője az Év csapata díjakat. Először 2005-ben adták át az Év fiatal játékosa és az Év játékvezetője díjakat. 2006-ban itt szintén elnyerte a legnevesebb címet.
- Az IFFHS (International Federation of Football History & Statistics) 1987-2011 évadokról tartott nemzetközi szavazásán 151, játékvezető besorolásával minden idők 24, legjobb bírójának rangsorolta. A 2008-as szavazáshoz képest 5 pozíciót előbbre lépett.